# Black and White America
Black and White America ist das neunte Studioalbum von Lenny Kravitz.

## Zur Entstehung
Bereits 2009 hatte Lenny Kravitz an dem funkbeeinflussten Album gearbeitet. Erstmals veröffentlichte Kravitz ein Album bei Roadrunner Records. Ursprünglich als Negrophilia geplant, gab Kravitz am 13. Dezember 2010 den Titel Black and White America bekannt. Die Gestaltung des Albums übernahm der französische Photograph Mathieu Bitton, der auch schon früher mit Lenny Kravitz zusammenarbeitete. Das Cover zeigt den Ausschnitt eines Bilds des jungen Kravitz mit einem „Peace“-Symbol in schwarzer Farbe auf der Stirn und dem Wort „Peace“ (Frieden) auf der Wange. Das ganze Foto zeigt außerdem Kravitz' Mutter neben ihm, was aber in der normalen Ausgabe nicht zu sehen ist.
Im Gegensatz zu seinen frühen Studioalben arbeitete Kravitz diesmal vermehrt auch im Studio mit Mitgliedern seiner Live-Band. Allen voran ist der Gitarrist Craig Ross zu erwähnen, der auch am Songwriting beteiligt war. Die Features der Rapper Jay-Z und Drake sowie DJ Militarys sorgen für Hip-Hop Klänge. Der mit Kravitz befreundete Musiker Trombone Shorty spielt außerdem auf mehreren Liedern Posaune. Im Gegenzug unterstützte ihn Kravitz bei seinem Album For True am Bass.

## Titelliste
1. Black and White America – 4:35 (Kravitz, Craig Ross)
2. Come On Get It – 4:26 (Kravitz, Ross)
3. In the Black – 3:24
4. Liquid Jesus – 3:28
5. Rock Star City Life – 3:24 (Kravitz, Ross)
6. Boongie Drop (featuring Jay-Z and DJ Military) – 3:49
7. Stand – 3:20
8. Superlove – 3:29 (Kravitz, Ross)
9. Everything – 3:38
10. I Can’t Be Without You – 4:48
11. Looking Back on Love – 5:36
12. Life Ain’t Ever Been Better Than It Is Now – 4:17
13. The Faith of a Child – 4:06
14. Sunflower (featuring Drake) – 4:14 (Kravitz, Swizz Beatz)
15. Dream – 5:11
16. Push – 4:23

## Rezeption
Laut.de schrieb: „Auch auf ‚Black And White America‘ explodiert der Funk auf hohem Niveau, seine lässigen Rocksounds gucken wenigstens mal um die Ecke und ein bisschen Eier hat Lenny Kravitz auch noch.“

## Kommerzieller Erfolg

### Chartplatzierungen
Das Album erreichte Platz eins der deutschen und Schweizer Charts, Platz zwei in Österreich, jedoch nur Platz 18 der US-Charts.
| ChartsChartplatzierungen       | Höchstplatzierung | Wochen |
| ------------------------------ | ----------------- | ------ |
| Deutschland (GfK)              | 1 (14 Wo.)        | 14     |
| Österreich (Ö3)                | 2 (8 Wo.)         | 8      |
| Schweiz (IFPI)                 | 1 (21 Wo.)        | 21     |
| Vereinigte Staaten (Billboard) | 18 (3 Wo.)        | 3      |
| Vereinigtes Königreich (OCC)   | 75 (1 Wo.)        | 1      |

| ChartsJahrescharts (2011) | Platzierung |
| ------------------------- | ----------- |
| Deutschland (GfK)         | 93          |
| Schweiz (IFPI)            | 37          |

### Auszeichnungen für Musikverkäufe
| Land/Region         | Auszeichnungen für Musikverkäufe (Land/Region, Auszeichnung, Verkäufe) | Verkäufe |
| ------------------- | ---------------------------------------------------------------------- | -------- |
| Argentinien (CAPIF) | Gold                                                                   | 20.000   |
| Frankreich (SNEP)   | Gold                                                                   | 50.000   |
| Polen (ZPAV)        | Gold                                                                   | 10.000   |
| Schweiz (IFPI)      | Gold                                                                   | 15.000   |
| Insgesamt           | 4× Gold ·                                                              | 95.000   |

Hauptartikel: Lenny Kravitz/Auszeichnungen für Musikverkäufe